# USS LST-528
O USS LST-528 foi um navio de guerra norte-americano da classe LST que operou durante a Segunda Guerra Mundial.